# Lamprochernes foxi
Lamprochernes foxi es una especie de arácnido  del orden Pseudoscorpionida de la familia Chernetidae.

## Distribución geográfica
Se encuentra en Idaho (Estados Unidos).